# Labeo pietschmanni
Labeo pietschmanni är en fiskart som beskrevs av Machan, 1930. Labeo pietschmanni ingår i släktet Labeo och familjen karpfiskar. Inga underarter finns listade i Catalogue of Life.